# Hans de Boer (bestuurder)
Johannes (Hans) de Boer (Dokkumer Nieuwe Zijlen, 17 januari 1955 – 18 januari 2021) was een Nederlands econoom, bestuurder en ondernemer en voorzitter van MKB-Nederland.

## Biografie
De Boer behaalde zijn gymnasiumdiploma aan het Bogerman College in Sneek en studeerde daarna econometrie en openbare financiën aan de Vrije Universiteit te Amsterdam. Hierna was hij wetenschappelijk medewerker bij het Instituut voor Onderzoek van Overheidsuitgaven. In de jaren tachtig verhuisde De Boer naar Curaçao, waar hij beleidsadviseur was van de regering van de Nederlandse Antillen. Van 1986 tot 1994 had hij een eigen economisch adviesbureau, dat hij in 1994 verkocht aan KPMG. Hij was van 1997 tot 2003 voorzitter van MKB-Nederland en zat vijf jaar in het dagelijks bestuur van de Sociaal-Economische Raad (SER).
Van 2006 tot 2007 was hij voorzitter van de Taskforce Jeugdwerkloosheid en daarna lid van het Innovatieplatform waarmee hij de ambachtsscholen weer terug wilde brengen in het onderwijs. Ook was hij van 2010 tot 2012 voorzitter van de Raad van Toezicht van het Koninklijk Nederlands Geleidehonden Fonds (KNGF).
De Boer was in 2008 kandidaat voor de functie van burgemeester van Rotterdam. Hij zei nadrukkelijk te zijn aanbevolen door minister-president Balkenende.
Per 1 juli 2014 volgde hij Bernard Wientjes op als voorzitter van VNO-NCW. Tot september 2020 vervulde hij deze functie. Bij zijn afscheid kreeg hij de koninklijke onderscheiding tot Commandeur in de Orde van Oranje-Nassau. Hij was lid van het CDA.  
De Boer was getrouwd en kreeg twee kinderen. Hij kreeg op 14 januari 2021 een hersenbloeding, waaraan hij in de nacht van 17 op 18 januari 2021 overleed.